# Августин Генрі
Августин Генрі (ірл. Augustine Henry; 1857 — 1930) — ірландський ботанік, професор.

## Біографія
Августин Генрі народився в Шотландії в місті Данді 1857 року.
У 1888 році він опублікував список китайських рослин для журналу Королівського азійського товариства Великої Британії та Ірландії.
До 1896 року з його примірників були ідентифіковані 25 нових родів та 500 нових видів рослин. Августин Генрі відіслав більш як 15000 засушених екземплярів рослин та насіння рослин у Королівські ботанічні сади в К'ю, а також ще 500 зразків рослин; багато з них пізніше стали добре відомими садовими рослинами.
У 1900 році він вирушив до Франції, щоб вчитися в Національній школі лісового господарства в Нансі.
Згодом Августин Генрі став співавтором Генрі Джона Елвіса по семи томах Trees of Great Britain and Ireland 1907—1913. Його внесок у цю наукову роботу був унікальним, оскільки він винайшов систему ідентифікації на основі листків та гілок, та по положенню бруньок навіть за відсутності квіток та плодів. Августин Генрі був професором лісового господарства. У 1926 році він пішов у відставку з поста професора лісового господарства.
Августин Генрі помер у 1930 році.

## Наукова діяльність
Августин Генрі спеціалізувався на насіннєвих рослинах.

## Почесті
Наступні рослини названі на честь Августина Генрі: 
- Clematis henryi
- Lilium henryi
- Lonicera henryi
- Pathenocissus henryana
- Rhododendron augustinii
- Saruma henryi
- Tilia henryana
- Viburnum henryi

## Наукові праці
- The Trees of Great Britain and Ireland. 1907—1913, co-author H. J. Elwes. Private (subscription only) publication. Edinburgh.
- Notes on Economic Botanical of China, introduction by E. Charles Nelson, Boethus Press 1986 ISBN 0-86314-097-1.
- Anthropological work on Lolos and non-Han Chinese of Western Yunnan.